# Guijo de Santa Bárbara
Pour les articles homonymes, voir Guijo (homonymie) et Santa Barbara.
Guijo de Santa Bárbara est une commune de la province de Cáceres dans la communauté autonome d'Estrémadure en Espagne.

## Géographie
Le village se situe au nord de l'Estrémadure, dans la sierra de Gredos, à une altitude de presque 900 mètres, mais certaines montagnes dépassent 2 000 mètres d'altitude. Le fleuve connu sous le nom de Garganta de Jaranda coule sur le territoire de Guijo de Santa Bárbara.

## Économie
La population travaille principalement dans les secteurs du tourisme et de l'agriculture. Guijo de Santa Bárbara est une destination touristique idéale, notamment au mois d'août.